# Mychajliwka (rejon aleksandryjski)
Mychajliwka (ukr. Михайлівка) – wieś na Ukrainie, w obwodzie kirowohradzkim, w rejonie aleksandryjskim, w hromadzie Popelnaste. W 2001 liczyła 272 mieszkańców, spośród których 268 wskazało jako ojczysty język ukraiński, 2 rosyjski, 1 romski, a 1 inny.